# Jürgen Seefelder
Jürgen Seefelder (* 19. Mai 1954 in Memmingen) ist ein deutscher Jazzmusiker (Tenor-, Alt- und Sopransaxophon, Flöte).

## Biografie
Seefelder studierte nach dem Abitur von 1974 bis 1979 an der Universität für Musik und darstellende Kunst Graz. Anschließend unterrichtete er an Joe Haiders Jazzschule in München. Daneben trat er mit eigenen Gruppen auf, spielte aber auch im Vienna Art Orchestra, den Bigbands von Al Porcino, Bobby Burgess und Harald Rüschenbaum und den Combos von Charly Antolini, Barbara Dennerlein, Dusko Goykovich, Joe Nay, Klaus Weiss sowie der brasilianischen Gruppe „Azymuth“. 1986 vertrat er die Bundesrepublik bei der European Broadcasting Union. Er war Mitglied der „Munich Saxophone Family“ und spielte als erster Tenorist seit 1990 bei Erwin Lehn. 1993 wurde er zum Professor an die Hochschule für Musik und Darstellende Kunst Mannheim berufen. 
Mit Thomas Stabenow und Guido May legte Seefelder 1999 bei enja das Album Straight Horn vor. Er unterhält ein Trio mit Thomas Stabenow und Dejan Terzic und ein Quintett, das er zusammen mit Ingrid Jensen leitet. Zu seiner Gruppe Cruisin’ gehören Keith Copeland, Marc Abrams und Rainer Boehm (an der gleichnamigen CD sind auch David Friedman, Johannes Enders und Carolyn Breuer beteiligt). Ferner ist er Mitglied des Quartetts von Uta Dobberthien. Er war auch an Aufnahmen von Karl Ratzer, Joe Malinga, Carlo Mombelli, Russ Spiegel und der Frankfurt Jazz Bigband beteiligt. 
Seefelder erhielt 1980 den Förderpreis der deutschen Phonoakademie und wurde 1989 mit dem Musikpreis der Stadt München ausgezeichnet.